# ジャック・ライター
ジャック・トーマス・ライター（Jack Thomas Leiter, 2000年4月21日 - ）は、アメリカ合衆国フロリダ州プランテーション出身のプロ野球選手（投手）。右投右打。MLBのテキサス・レンジャーズ所属。
父は元プロ野球選手のアル・ライターであり、伯父のマーク・ライターとその子（いとこ）であるマーク・ライター・ジュニアもメジャーリーガーである。

## 経歴

### プロ入り前
高校時代はU-18のアメリカ合衆国代表に選出された。最終年の2019年は6勝0敗、防御率0.54の好成績を記録。また打者としても打率.364を記録し、ニュージャージー州の年間最優秀選手賞を受賞した。この年のMLBドラフト20巡目（全体615位）でニューヨーク・ヤンキースから指名されたが、契約せずにヴァンダービルト大学へ進学した。
大学1年目の2020年2月18日の南アラバマ大学戦で初登板し、5回を無安打無失点に抑えて12奪三振を奪い、勝利に貢献した。その後新型コロナウイルスの影響でシーズンが中止されるまでに2勝0敗、防御率1.72の成績を記録した。

### プロ入りとレンジャーズ時代
その後、2021年のMLBドラフト1巡目（全体2位）でテキサス・レンジャーズから指名されプロ入り。契約金は2011年のゲリット・コール以降の投手では最高額となる792万ドル。この年は契約後も大学に残ってトレーニングを続け、マイナーリーグの試合には出場しなかった。
2022年に傘下のAA級フリスコ・ラフライダーズでプロデビューし、7月にはオールスター・フューチャーズゲームのメンバーに選出された。この年は23試合（うち先発22試合）に登板して、3勝10敗、防御率5.54、109奪三振を記録した。
2023年はレンジャーズのスプリングトレーニングに招待選手として参加したが、開幕ロースターに残ることはできず、開幕はAA級フリスコで迎えた。この年はフリスコで19試合、AAA級ラウンドロック・エクスプレスで1試合の合計20試合（全て先発）に登板したが、2勝6敗、防御率5.19、114奪三振という、2年続けて厳しい成績に終わった。
2024年はAAA級ラウンドロックで開幕を迎えたが、3試合（14回1/3）に先発登板して25奪三振、与四球はわずか3という好成績を挙げ、4月18日にメジャー契約を結んでアクティブ・ロースター入りした。同日のデトロイト・タイガース戦で先発してメジャーデビューを果たした（3回2/3を8被安打7失点。勝敗付かず）。この年はメジャーでは0勝3敗という成績に終わり初勝利はお預けとなったが、AAA級ラウンドロックでは17試合（うち先発16試合）に登板して6勝4敗、防御率3.51、110奪三振の成績でパシフィックコーストリーグの最優秀投手を受賞した。

## 詳細情報

### 年度別投手成績
| 年 度    | 球 団    | 登 板 | 先 発 | 完 投 | 完 封 | 無 四 球 | 勝 利 | 敗 戦 | セ 丨 ブ | ホ 丨 ル ド | 勝 率 | 打 者 | 投 球 回 | 被 安 打 | 被 本 塁 打 | 与 四 球 | 敬 遠 | 与 死 球 | 奪 三 振 | 暴 投 | ボ 丨 ク | 失 点 | 自 責 点 | 防 御 率 | W H I P |
| -------- | -------- | ----- | ----- | ----- | ----- | -------- | ----- | ----- | -------- | ----------- | ----- | ----- | -------- | -------- | ----------- | -------- | ----- | -------- | -------- | ----- | -------- | ----- | -------- | -------- | ------- |
| 2024     | TEX      | 9     | 6     | 0     | 0     | 0        | 0     | 3     | 0        | 0           | .000  | 173   | 35.2     | 44       | 7           | 17       | 0     | 3        | 31       | 3     | 0        | 39    | 35       | 8.83     | 1.71    |
| MLB：1年 | MLB：1年 | 9     | 6     | 0     | 0     | 0        | 0     | 3     | 0        | 0           | .000  | 173   | 35.2     | 44       | 7           | 17       | 0     | 3        | 31       | 3     | 0        | 39    | 35       | 8.83     | 1.71    |

- 2024年度シーズン終了時

### 年度別守備成績
| 年 度 | 球 団 | 投手（P） | 投手（P） | 投手（P） | 投手（P） | 投手（P） | 投手（P） |
| 年 度 | 球 団 | 試 合     | 刺 殺     | 補 殺     | 失 策     | 併 殺     | 守 備 率  |
| ----- | ----- | --------- | --------- | --------- | --------- | --------- | --------- |
| 2024  | TEX   | 9         | 3         | 3         | 0         | 0         | 1.000     |
| MLB   | MLB   | 9         | 3         | 3         | 0         | 0         | 1.000     |

- 2024年度シーズン終了時

### 記録
MiLB
- オールスター・フューチャーズゲーム選出：1回（2022年）

### 背番号
- 35（2024年 - ）